# Fred House
Frederick Deshune House, detto Fred (Valdosta, 4 gennaio 1978), è un ex cestista statunitense.

## Palmarès

### Squadra
- YUBA liga: 2

Partizan Belgrado: 2002-03, 2003-04
- Campionato lituano: 1

Lietuvos rytas: 2005-06
- Supercoppa spagnola: 1

Saski Baskonia: 2006
- ULEB Cup: 1

Lietuvos rytas: 2004-05
- Lega Baltica: 1

Lietuvos rytas: 2005-06

### Individuale
- NBA Development League Rookie of the Year Award (2002)
- Migliore nelle palle recuperate NBDL (2002)
- All-USBL Second Team (2002)
- USBL All-Defensive Team (2002)
- Migliore nelle palle recuperate USBL (2002)